# Kordian Jajszczok
Kordian Klaudiusz Jajszczok (ur. 4 września 1950 w Świętochłowicach, zm. 5 października 2024) – polski hokeista, olimpijczyk.

## Życiorys
Syn łyżwiarki figurowej, Janiny Leszczyńskiej-Jajszczok-Nagórskiej. Zamieszkał w Katowicach. 
Jako hokeista grał na pozycji obrońcy. Reprezentował barwy GKS Katowice, Zagłębia Sosnowiec, SV Kitzbühel (Austria) i EHC Eslingen (Niemcy). Cztery razy zdobywał tytuł mistrza Polski (1970, 1980, 1981, 1983) oraz trzy razy wicemistrza (1969, 1979, 1984). W polskiej lidze rozegrał ok. 500 meczów.
W reprezentacji Polski wystąpił 15 razy. Wziął udział w igrzyskach olimpijskich w Innsbrucku w 1976 oraz w mistrzostwach świata w 1976 w Katowicach (7. miejsce).